# 陳憲 (嘉靖戊戌進士)
陳憲（1506年—？），字道夫，浙江嘉興府嘉興縣人，民籍，明朝政治人物。

## 生平
嘉靖十年（1531年）辛卯科浙江鄉試第十名舉人。嘉靖十七年（1538年）中式戊戌科會試第一百二十四名，登第二甲第二十四名進士。

## 家族
曾祖陳堅；祖父陳昭；父陳情，母李氏。慈侍下。弟寰、宏、宙。